# DVD-RAM

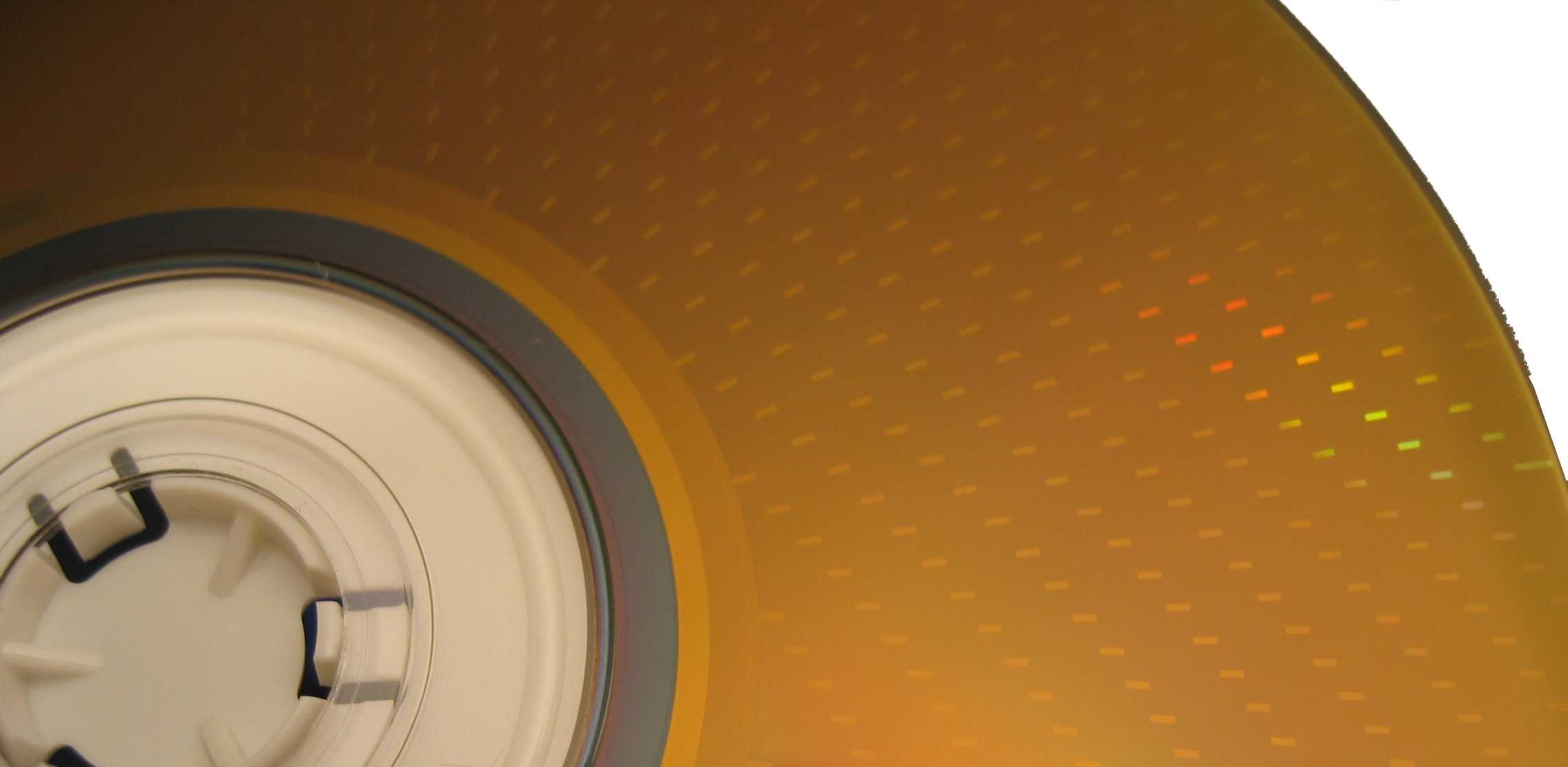
Los DVD-RAM son fácilmente reconocibles por los pequeños rectángulos de sectorización en la superficie del disco. La sectorización sirve para ofrecer alta seguridad de datos.

El DVD-RAM (Disco Versátil Digital de Memoria de Acceso Aleatorio) es un formato de disco DVD regrabable aprobado por el Foro DVD. Se diferencia del DVD-RW y del DVD+RW en que no hace falta borrar todo el disco para recuperar el espacio de los contenidos que deseamos borrar y en que se puede grabar directamente en él como si fuera una memoria USB, sin necesidad de programas de grabación de DVD, ni de programas controladores intermedios (en el caso de grabadores DVD-RAM para computadoras).
Inicialmente los discos eran de 2,9 GB (Gigabytes) y estaban encerrados en una carcasa protectora llamada caddy, poco práctica (para las unidades lectoras con bandeja) pero necesaria porque los discos DVD-RAM son bastante vulnerables a suciedad y manchas de dedos, y por supuesto a rayaduras. Actualmente los discos que se venden son de 4,7 GB (unas 2 horas de vídeo MPEG-2 en calidad DVD) y sin la carcasa protectora, para poder usarse en la mayoría de unidades lectoras/grabadoras, existiendo discos que usan las dos caras para obtener el doble de capacidad.
Este formato es el más práctico y versátil de los formatos de DVD; no obstante, su compatibilidad se reserva a los grabadores que expresamente aceptan dicho formato. Aunque últimamente se está popularizando más gracias a algunos grabadores domésticos de DVD (que permiten borrar una parte del contenido recuperando el espacio, a diferencia de los otros formatos regrabables de DVD), a ciertas videocámaras que graban en DVD-RAM (que ofrecen las ventajas anteriormente expuestas), y a su inclusión como un formato más en las grabadoras multiformato de DVD para computadora.
Algunas grabadoras de escritorio con formato RAM permiten la edición lineal, pudiendo crear vídeos caseros con calidad profesional (Panasonic). 
- Almacenamiento combinado de música, vídeo y datos.
- Transfiere vídeo y archivos de datos de alta capacidad.
- Descarga archivos grandes de Internet.
- Almacenamiento y respaldo masivo de archivos.
- Crear presentaciones multimedia, herramientas de ventas y comunicaciones corporativas.
- Almacenamiento e intercambio de sistemas de escritorio (desktop).

Las unidades grabadoras de LG y HP soportan discos DVD-RAM. Son los tipos de formato DVD más escasos en el mercado. Su cara de grabación tiene, en efecto, pequeños rectángulos negros y es de un color medio dorado.
- Datos: Q866544
- Multimedia: DVD-RAM / Q866544